# Urothemis luciana
Urothemis luciana là một loài chuồn chuồn ngô thuộc họ Libellulidae. Nó là loài đặc hữu của Nam Phi.